# Ansgar Beckermann
Ansgar Beckermann (ur. 1945 w Hamburgu) – niemiecki filozof zajmujący się m.in. epistemologią i filozofią umysłu. Jest profesorem na uniwersytecie w Bielefeld.

## Wybrane publikacje

### Po angielsku
- Emergence or Reduction? (with Hans Flohr and Jaegwon Kim), Berlin: Walter de Gruyter, 1992.
- Wittgenstein, Wittgensteinianism and the Contemporary Philosophy of Mind – Continuities and Changes. In: A. Coliva & E. Picardi (ed.): Wittgenstein today, 2004
- Self-Consciousness in Cognitive Systems. In: C. Kanzian. J. Quitterer and E. Runggaldier (ed.) Persons. An Interdisciplinary Approach, 2003
- The perennial problem of the reductive explainability of phenomenal consciousness - C.D. Broad on the explanatory gap. In: Thomas Metzinger (ed.) Neural Correlates of Consciousness - Empirical and conceptual Questions, Cambridge, MIT-Press, 2000

### Po niemiecku
- Klassiker der Philosophie heute (with Dominik Perler), Stuttgart: Reclam 2004.
- Analytische Einführung in die Philosophie des Geistes. Berlin: Walter de Gruyter, 1999.
- Einführung in die Logik. Berlin: Walter de Gruyter, 1997.
- Descartes' metaphysischer Beweis für den Dualismus, Freiburg: Verlag Karl Alber, 1986.
- Analytische Handlungstheorie. Bd. 2, Frankfurt: Suhrkamp, 1977.
- Gründe und Ursachen. Kronberg: Scriptor Verlag, 1977.